# Adolf Seger
Adolf Seger (* 2. Januar 1945 in Freiburg im Breisgau) ist ein ehemaliger deutscher Ringer. Er war zweifacher Medaillengewinner bei den Olympischen Spielen 1972 und 1976 und zweifacher Weltmeister im Welter- bzw. Mittelgewicht (Freistil). Bei den Ringer-Veteranen (Masters) holte er zehnmal den Weltmeistertitel.

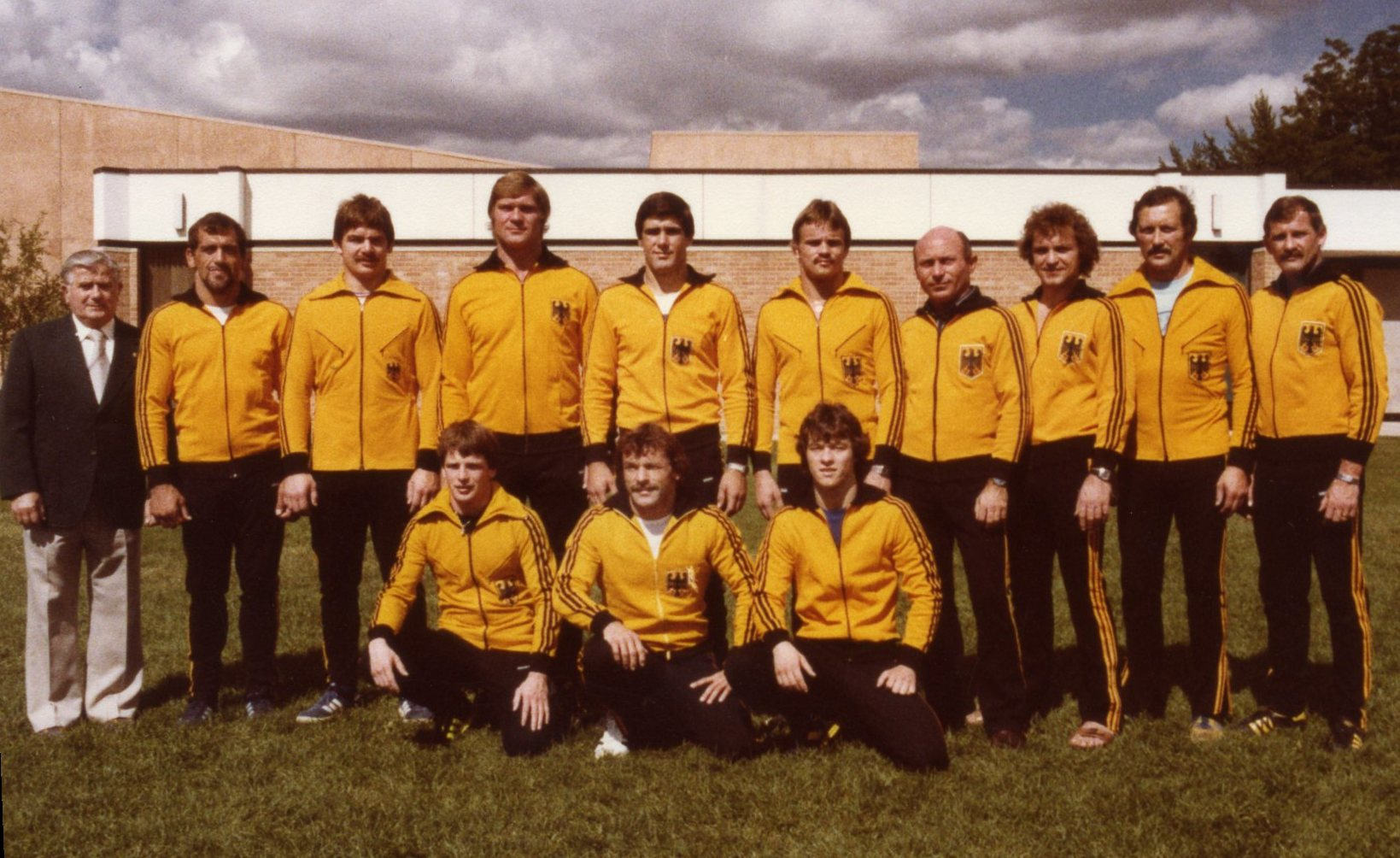
Deutsche Nationalmannschaft der Freistilringer 1978 (Adolf Seger in der hinteren Reihe, Zweiter von links)

## Persönlicher Werdegang
Adolf Seger stammt aus einer ringkampfbegeisterten Familie: Sein Vater und seine fünf Brüder waren alle als Ringer aktiv. Seinen ersten Ringkampfunterricht erhielt der fünfjährige Adolf von seinem Vater. Sportliches Vorbild war sein älterer Bruder Edmund (1937–2019), der in der deutschen Ringernationalmannschaft bei den Olympischen Sommerspielen 1960 in Rom kämpfte.
Adolf Seger ist verheiratet und dreifacher Familienvater. 42 Jahre lang war er als Briefträger bei der Deutschen Bundespost und der Deutschen Post AG in Zähringen tätig; seit Januar 2010 ist er im Ruhestand. Er setzt sich in seiner Freizeit für die Kommunalpolitik, wohltätige Zwecke und die Sportförderung ein. Seger ist nach wie vor sportlich fit und aktiv: Beim Tischtennis, im Radsport und beim Krafttraining. So ist er noch heute austrainiert und hält noch immer sein Wettkampfgewicht. Er ist zudem in seinem Verein AV Germania St. Georgen als Trainingspartner und Coach tätig.

## Sportlicher Werdegang
Adolf Seger startete im Freistil (Welter- und Mittelgewicht), und er war oftmaliger Deutscher, Europa- und Weltmeister. Zu seinen größten Erfolgen zählten auch die Medaillengewinne bei den Olympischen Sommerspielen 1972 in München und den Olympischen Sommerspielen 1976 in Montreal. Seger gilt als einer der besten deutschen Ringer aller Zeiten. Er hat insbesondere die Kampftechniken am Boden weiterentwickelt. Mit dem nach ihm benannten Seger-Griff hat er zahlreiche Schultersiege erzielen können.
Adolf Seger hatte schon als junger Ringer große Gesundheitsprobleme. Bereits Mitte der 1960er Jahre laborierte er nicht nur an dem ringertypischen „Blumenkohlohr“, sondern vor allem auch an Schulter-, Rücken- und Knieverletzungen. In dieser Zeit war Seger in ständiger Behandlung im Universitätsklinikum Freiburg. Die Verletzungen verzögerten seine internationale Sportkarriere um etliche Jahre.
Segers Kraft und Athletik gehörten weltweit zum Besten im Ringkampfsport. Das anstrengende Training und „Gewicht machen“ vor Wettkämpfen bewogen Seger im Jahr 1975, vom Welter- ins Mittelgewicht zu wechseln.
In den 1990er und 2000er Jahren wurde Adolf Seger zehnfacher Freistilweltmeister bei den Ringer-Veteranen (Masters); dies ist weltweit bislang unerreicht. Sein hierfür erzieltes Preisgeld von 15000 US-Dollar spendete Seger der Kinderkrebshilfe.
Für seine sportlichen Leistungen war er am 11. September 1972 mit dem Silbernen Lorbeerblatt ausgezeichnet worden.

## Internationale Erfolge
| Jahr | Platz  | Wettbewerb                  | Gewichtsklasse | |
| 1969 | 3.     | EM in Sofia                 | Welter         | mit Siegen über Ludovic Ambrus, Rumänien, Pauli Tuuri, Finnland, Janusz Pajak, Polen, einem Unentschieden gegen Miklos Urbanovics, Ungarn u. einer Niederlage gegen Juri Gussow, UdSSR                |
| 1969 | 5.     | WM in Mar del Plata         | Welter         | mit Siegen über Pasqual Palombo, Argentinien u. Niederlagen gegen Sarbeg Beriaschwili, UdSSR und Matti Poikala, Finnland                                                                              |
| 1970 | 6.     | EM in Berlin                | Welter         | mit Siegen über Robert Blaser, Schweiz und Josef Völc, CSSR, einem Unentschieden gegen Giuseppe Spagnoli, Italien und Niederlagen gegen Sarbeg Beriaschwili u. Jan Karlsson, Schweden                 |
| 1970 | 2.     | Turnier in Genua            | Welter         | hinter Jan Karlsson und vor Robert Blaser |
| 1970 | 5.     | WM in Edmonton              | Welter         | mit Siegen über Giuseppe Spagnoli, David Briers, Südafrika und Robert Blaser, einem Unentschieden gegen Angel Petrow, Bulgarien und einer Niederlage gegen Dandsandardschaagiin Sereeter, Mongolei    |
| 1971 | 7.     | WM in Sofia                 | Welter         | mit Siegen über Janusz Pajak, Polen, Pete Symons, USA und Francisco Lebeque, Kuba und Niederlagen gegen Ludovic Ambrus und Mohammad Farhangdoust, Iran                                                |
| 1972 | 1.     | EM in Kattowitz             | Welter         | mit Siegen über Mehmet Uzun, Türkei, Stefanos Ioannidis, Griechenland, Ludovic, Ambrus, Michael Busse, Polen und Roman Marsagaschwili, UdSSR z. trotz einer Niederlage gegen Jancho Pawlow, Bulgarien |
| 1972 | Bronze | OS in München               | Welter         | mit Siegen über Francisco Lebeque, Alfred Wurr, Kanada, Juri Gussow, Miklos Urbanovics und Mansour Barzegar, Iran und Niederlagen gegen Jan Karlsson und Wayne Wells, USA                             |
| 1973 | 1.     | EM in Lausanne              | Welter         | mit Siegen über Kazimierz Kos, Polen, Peter Spycher, Schweiz, Jozsef Rusznyak, Ungarn, Frank Birke, DDR, Christo Stantschew, Bulgarien und Viktor Silbermann, UdSSR                                   |
| 1973 | 5.     | WM in Teheran               | Welter         | mit Siegen über Mitsuo Degawa, Japan und Panwar, Indien, einem Unentschieden gegen Mansour Barzegar und Niederlagen gegen Jancho Pawlow u. Ruslan Nuralijewitsch Aschuralijew, UdSSR                  |
| 1974 | 2.     | EM in Madrid                | Welter         | mit Siegen über Nikoaes Palaskas, Griechenland, Dan Karabín, Tschechoslowakei, Jancho Pawlow und Servet Aydemir, Türkei u. Niederlagen gegen Jan Karlsson und Ruslan Aschuralijew                     |
| 1974 | 4.     | WM in Istanbul              | Welter         | mit Siegen über Stanley Dziedzic, USA, Dandsandardschaagiin Sereeter und Kazimierz Kos u. Niederlagen gegen Viktor Silbermann, Israel und Jancho Pawlow                                               |
| 1975 | 6.     | EM in Ludwigshafen am Rhein | Welter         | mit Siegen über Jan Lachoda, Polen und Servet Aydemir und Niederlagen gegen Dan Karabín u. Pawel Pinigin, UdSSR                                                                                       |
| 1975 | 1.     | WM in Minsk                 | Mittel         | mit Siegen über Apostolos Mersiakaris, Griechenland, Wassil Sjulschyn, UdSSR, Ismail Abilow, Bulgarien, Mehmet Uzun, Vasile Iorga, Rumänien u. István Kovács, Ungarn                                  |
| 1976 | 1.     | EM in Leningrad             | Mittel         | mit Siegen über Wiktor Nowoschilow, UdSSR, Jan Gorski, Polen, István Kovács und Ismail Abilow |
| 1976 | Bronze | OS in Montreal              | Mittel         | mit Siegen über Anthony Shacklady, Großbritannien, André Bouchoule, Frankreich und Henryk Mazur, Polen und Niederlagen gegen Wiktor Nowoschilow u. John Peterson, USA                                 |
| 1977 | 5.     | EM in Bursa                 | Mittel         | mit Siegen über Georgios Pahtas, Griechenland und Daima Pereira, Spanien und Niederlagen gegen Hassan Zangiew, UdSSR und Mehmet Uzun                                                                  |
| 1977 | 1.     | WM in Lausanne              | Mittel         | mit Siegen über Jan Gorski, Polen, Dsewegiin Düwtschin, Mongolei, Christopher Campbell, USA und István Kovács und trotz einer Niederlage gegen Magomedchan Arazilow, UdSSR                            |
| 1978 | 2.     | EM in Sofia                 | Mittel         | mit Siegen gegen Georgios Polychronidis, Griechenland, Pawel Szabo, Tschechoslowakei, István Kovács und Tiberiu Sereghely, Rumänien und einer Niederlage gegen Schukri Ljutwiew, Bulgarien            |
| 1978 | 2.     | WM in Mexiko-Stadt          | Mittel         | mit Siegen über Richard Deschatelets, Kanada, Akira Ōta, Japan, Dsewegiin Düwtschin, István Kovács und John Peterson und Niederlagen gegen Schukri Ljutwiew u. Magomedchan Arazilow                   |
| 1979 | 3.     | EM in Bukarest              | Mittel         | mit Siegen über Günter Busarello, Österreich, Efraim Kamberow, Bulgarien u. Reşit Karabacak, Türkei und Niederlagen gegen Oleg Alexejew, UdSSR und István Kovács                                      |
| 1979 | 5.     | WM in San Diego             | Mittel         | mit einem Sieg über Alan Thompson, Australien und Niederlagen gegen John Peterson u. Magomedchan Arazilow                                                                                             |
| 1980 | 12.    | EM in Prievidza             | Mittel         | nach Niederlagen gegen Vasile Tiganas, Rumänien und Günter Busarello |

## Deutsche Meisterschaften
| Jahr | Platz | Gewichtsklasse | Ergebnis                                                                   |
| 1967 | 3.    | Welter         | hinter Otto Alt, Schifferstadt u. Peter Nettekoven, Dortmund               |
| 1969 | 2.    | Welter         | hinter Reinhard Zeiher, Brötzingen u. vor Günter Niedermaier, Hallbergmoos |
| 1970 | 2.    | Welter         | hinter Reinhard Zeiher u. vor Günter Niedermaier                           |
| 1971 | 1.    | Welter         | vor Wolfgang Engel, Baienfurt u. Fritz Sauer, Ladenburg                    |
| 1972 | 1.    | Welter         | vor Reinhard Zeiher u. Konrad Schluttenhofer, Freising                     |
| 1973 | 1.    | Welter         | vor Reinhard Zeiher u. Peter Schöffler, Freiburg im Breisgau               |
| 1974 | 1.    | Mittel         | vor Bernhard Dunke, Efferen u. Willibald Liebgott, Freiburg                |
| 1975 | 1.    | Mittel         | vor Hubert Krämer, Haslach u. Martin Dassler, Untertürkheim                |
| 1976 | 1.    | Mittel         | vor Willibald Liebgott u. Hubert Krämer                                    |
| 1977 | 1.    | Mittel         | vor Heribert Metz, Waldaschaff u. Detlef Englich, Witten                   |
| 1978 | 1.    | Mittel         | vor Detlef Englich u. Karl-Heinz Fettel, Freiburg                          |
| 1979 | 1.    | Mittel         | vor Willibald Liebgott u. Alexander Senn, Freiburg                         |
| 1980 | 1.    | Mittel         | vor Hans-Joachim Klötzing, Witten u. Heribert Metz                         |

Anm.: alle Wettbewerbe im freien Stil, OS = Olympische Spiele, WM = Weltmeisterschaften, EM = Europameisterschaften, Weltergewicht, bis 74 kg, Mittelgewicht, bis 82 kg Körpergewicht

## Zitate über Adolf Seger
„Hinfallen können viele, aufstehen nur wenige.“

„Der kräftigste Postbote Deutschlands.“

„Ein bärenstarker Briefträger.“